# Vanilla kempteriana
Vanilla kempteriana ist eine Pflanzenart aus der Gattung Vanille (Vanilla) in der Familie der Orchideen (Orchidaceae). Sie wächst als Kletterpflanze in Neuguinea.

## Beschreibung
Vanilla kempteriana ist eine immergrüne Kletterpflanze, der verzweigte Spross hat einen Durchmesser von 1 Zentimeter und Internodien von 6 bis 7 Zentimeter Länge. Die Blätter sind oval, vorne enden sie spitz ausgezogen. Der breite Blattstiel misst etwa 1 Zentimeter Länge, das Blatt ist 25 bis 30 Zentimeter lang und 9 bis 11 Zentimeter breit.
Der traubige Blütenstand ist vielblütig, die Blütenstandsachse wird 6 bis 10 Zentimeter lang. Die Tragblätter sind halbkugelig und sehr klein. Der Fruchtknoten ist etwa 2,5 Zentimeter lang. Die Blüten sind grünlich gelb, die Lippe ist weiß mit roter Zeichnung. Die Blütenblätter sind länglich-oval und 3 Zentimeter lang bei 1,2 Zentimeter Breite. Die Sepalen enden stumpf, die Petalen haben eine kleine aufgesetzte Spitze und eine verdickte Mittelrippe. Die Lippe ist nicht gelappt, ihr vorderer Rand ist gewellt. Mittig auf der Lippe sitzt ein Haar-Büschel. Die  Säule ist im Querschnitt halbkreisförmig, sie wird 2 Zentimeter lang, vorne mit zwei schmalen Flügeln versehen.

## Verbreitung
Vanilla kempteriana ist auf Neuguinea endemisch, zwischen Lae und Madang. Schlechter fand sie in Wäldern auf 600 Meter Höhe im Finisterre-Gebirge.

## Systematik und botanische Geschichte
Nach seinem Fund 1908 beschrieb Schlechter diese Orchidee 1911. Er benannte sie nach seinem Reisegefährten Adolf Kempter.
Innerhalb der Gattung Vanilla wird Vanilla kempteriana in die Untergattung Xanata und dort in die Sektion Thetya, die alle Arten der Paläotropis enthält, eingeordnet. Vanilla kempteriana ähnelt der ebenfalls auf Neuguinea beheimateten Vanilla wariensis, die aber kleinere Blätter mit längerem Blattstiel und eine dreilappige Lippe hat. Ebenfalls ähnlich ist Vanilla kaniensis.